# Enfermedad de Kienböck
La Enfermedad de Kienböck, (Kienboeck) o necrosis aséptica (avascular) del semilunar carpiano es un estado clínico debido a la falta de irrigación sanguínea del hueso semilunar del carpo (miembro superior) que como consecuencia produce alteraciones morfológicas del semilunar (hueso de la muñeca que se encuentra entre el escafoides y el piramidal), caracterizado por el dolor y la disminución de la función articular de la muñeca en grado variable, y generalmente progresivos. Fue descrita por el radiólogo Robert Kienböck, en Viena en 1910.
Es una enfermedad rara, lo que hace que sea difícil reunir experiencia sobre ella, y por otro lado su evolución es lenta, lo que hace que requiera un seguimiento durante años para evaluar el resultado del tratamiento.

## Causas
La enfermedad de Kienböck se produce por la destrucción del tejido óseo (osteonecrosis) del hueso semilunar del carpo o muñeca. La alteración del hueso se produce como consecuencia de inflamación, lesión o más frecuentemente, fractura del mismo, que da lugar a una osteocondrosis (reblandecimiento del hueso).
Suele presentarse entre los 20 y los 40 años de edad, aunque puede originarse por un único episodio de trauma repetitivo. Es el doble de frecuente en varones que en mujeres.
La necrosis del semilunar puede derivar de un traumatismo en la muñeca, como una fractura compuesta, provocando la interrupción del suministro de sangre al hueso. Asimismo, hay documentación que muestra que algunas personas tienen una única arteria que suministra al semilunar, que fácilmente podría cortarse o pellizcarse, incluso por un esguince leve, provocando que el paciente desarrolle el Kienböck. Hay una predisposición a que se origine en el lado derecho y en los trabajadores manuales.

## Síntomas
La forma de presentación más frecuente es como:
- Dolor de muñeca, asociado con inflamación de la sinovial.
- Limitación de la movilidad.
- Disminución de la fuerza de agarre.
- Aumento del grosor de la muñeca por acumulación de líquido en la zona (edema).
- Limitación funcional.

A largo plazo la enfermedad suele desembocar en una artrosis de muñeca.

## Diagnóstico
La gravedad de la enfermedad se clasifica según criterios radiológicos, complementados con la resonancia magnética o la gammagrafía:
- Estadio I: Pequeñas líneas de fractura (posible fractura del semilunar).
- Estadio II: Esclerosis del semilunar sin colapso.
- Estadio III: Evidencia de esclerosis del hueso dorsal del sitio de fractura.
- Estadio IV: Evidencia de esclerosis del hueso dorsal del sitio de fractura, colapso del semilunar y fragmentación.
- Estadio V: Artritis secundaria a los cambios en el radio.

## Tratamiento
En las fases más leves de la enfermedad el tratamiento consiste en la inmovilización de la muñeca y la administración de fármacos antiinflamatorios combinados en ocasiones con analgésicos. Si los síntomas no remiten existen varias medidas quirúrgicas, dentro de las cuales podemos encontrar:
- Denervación de la muñeca: Eliminar los nervios para erradicar así el dolor.
- Artoplastia: Reconstrucción de una articulación destinada a restablecer la movilidad.
- Revascularización.
- Acortamiento del hueso radial.
- Alargamiento del cúbito.
- Artrodesis intercapal: Limitación del movimiento de la muñeca.
- Injertos óseos.
- Artoplastia con reemplazamiento por silicona.

### Estadios de I, II y III
Se opta por la revascularización del semilunar, complementándolo con el alargamiento del cúbito y según sea necesario con el acortamiento del radio.
- Estadio I: Se tiende a la inmovilización de la muñeca.

- Estadio II: Si se aprecia una diferencia notable de los huesos radial y cubital, puede intentar acortarse el primero o alargarse el segundo.

- Estadio III: Reposición por artroplastia acompañada o no de artrodesis intercarpal.

Las técnicas de revascularización, que implican injertos óseos que pueden proceder de cualquier parte del cuerpo, han dado resultados satisfactorios en casos de estadio III, aunque su uso en estadios más graves es polémico.

### Estadios IV y V
En los estadios más avanzados el tratamiento suele ser quirúrgico. Puede estar orientado a mejorar el riego sanguíneo o mediante modificaciones de los huesos adyacentes al semilunar para reducir la presión sobre éste. 
En muchas ocasiones, en estos estadios más avanzados se opta por la reconstrucción de la articulación. Consiste en la extirpación del semilunar y su reemplazamiento por una prótesis, así como el acortamiento o no de otros huesos según se crea necesario y varios tipos de fusión intercapal.